# Ferdeszögű becsapódás
Ferdeszögű égitest-becsapódás (vagy laposszögű égitest-becsapódás)  körülbelül 30°-nál kisebb szögben becsapódó égitest becsapódása. A becsapódás szöge körülbelül 30° felett (90° = vertikális) szinte biztos, hogy nem befolyásolja a becsapódási kráter alakját: az minden esetben kör alakú lesz, mert nem a becsapódás ütötte lyuk, hanem a koncentrikusan szétáramló lökéshullám felelős a kráter keletkezéséért. Ezért a legtöbb esetben a kráter alakja alapján nem lehet megbecsülni a becsapódás szögét (Ai et al. 2005).
Ferdeszögű becsapódással keletkezhet
- Elliptikus kráter
- Lepkeszárny-terítőjű kráter

## Laposszögű becsapódásnyomok a Földön
Argentínában néhány elnyúlt depresszió található közel egymáshoz (Rio Cuarto-kráterek), amelyeknek keletkezését sokáig nem sikerült kielégítő módon magyarázni, mert az erózió és főleg a mezőgazdasági művelés megváltoztatta a természetes környezetet. Egy amatőrcsillagász pilótának – aki naponta repült el a depressziók felett – jutott eszébe, hogy talán sajátos becsapódásnyomokról van szó. Elképzelhető, hogy egy nagy inklinációjú pályáról érkező test északról dél felé haladva a Föld légkörében szétrobbanva szinkronban több, elnyúlt krátert hagyott hátra. Ugyanakkor az is lehetséges, hogy az első becsapódáskor nem semmisült meg az egész test, és „felső” részének darabjai továbbrepültek és végigbombázták a felszínt egy néhány km széles sávban. Peter Schultz megvizsgálta a nyomokat, és kvarc nagy nyomású módosulatát találta a környéken, ami igazolta a becsapódásos eredetet.

## Előredobott olvadékok
A laposszögű becsapódás pillanatában keletkező olvadékok és elpárolgott anyag még a krátermedencéből származó törmelék kidobása (a robbanás) előtt a becsapódás irányának megfelelően előredobódik és egy szűk sávban jelentős területet boríthat be. A Coriolis-erő figyelembevételével meghúzható olyan görbe, amely a laposszögű becsapódások irányát követve gömbi főkört alkot. A fiatal, elliptikus krátert létrehozó becsapódások előrevetített irányában található sötét üledék ilyen előredobott olvadéksáv lehet (dark mobile materials). Ilyen vizsgálatot végeztek a Mars esetében például a Hale kráterre, melynek antipodális részén elnyúlt sötét sáv az Amenthes nevű sötét terület (Schultz, Mustard 2004).

## Visszapattanó test
(Grazing) 5°-nál laposabb szögű becsapódás esetén, ha a légkör elég sűrű és a becsapódó test elég kicsi, a test megpattanhat a légkör felső részén és visszapattanhat a világűrbe, akár a kacsázó kavics.

## Forrás és hivatkozások
- Bérczi Szaniszló, Gucsik Arnold, Hargitai Henrik, Horvai Ferenc, Illés Erzsébet, Kereszturi Ákos, Nagy Szabolcs János: A Naprendszer kisenciklopédiája – A Naprendszer formakincse (1): Becsapódások folyamata, nyomai és hatásai. ELTE TTK – MTA Kozmikus Anyagokat Vizsgáló Űrkutató Csoport, 2005.